# Gumpertsbergerhütte
Die Gumpertsbergerhütte ist eine Selbstversorgerhütte der Sektion München des Deutschen Alpenvereins auf dem Hochries, welche ausschließlich für Mitglieder der Sektion München und der Sektion Oberland zugänglich ist.

## Geschichte
Benannt ist die Hütte nach dem Almbesitzer Fritz Gumpertsberger. 1929 wurde die Hütte von der Sektion München erworben, 1945 erneuerte man die Einrichtung. Die Gumpertsbergerhütte bekam 2015 einen neuen Dachanstrich und einen neuen Geräteschuppen. Ebenfalls installierte man eine Solaranlage und eine Biotoilette.

## Lage
Auf den Almwiesen oberhalb von Aschau im Chiemgau und Frasdorf liegt die Gumpertsbergerhütte.

## Zustieg
- Von Hohenaschau über die Hofalm, 1 Std.
- Von Frasdorf über Zellboden und Rauchalm, 1:15 Std.[3]

## Nachbarhütten
- Frasdorfer Hütte auf 1100 m, Gehzeit: 10 min.
- Hofalmhütte auf 970 m, Gehzeit: 10 min.
- Riesenhütte auf 1345 m, 1:10 h
- Hochrieshütte auf 1569 m, 2 h

## Gipfel
- Hochries (1569 m), 2 h
- Zinnenberg (1565 m), 3:30 h
- Spitzstein (1596 m), 4:30 h

## Karten
- Alpenvereinskarte BY17 Chiemgauer Alpen West (1:25.000)[4]